# Afrikaanse wasdruk

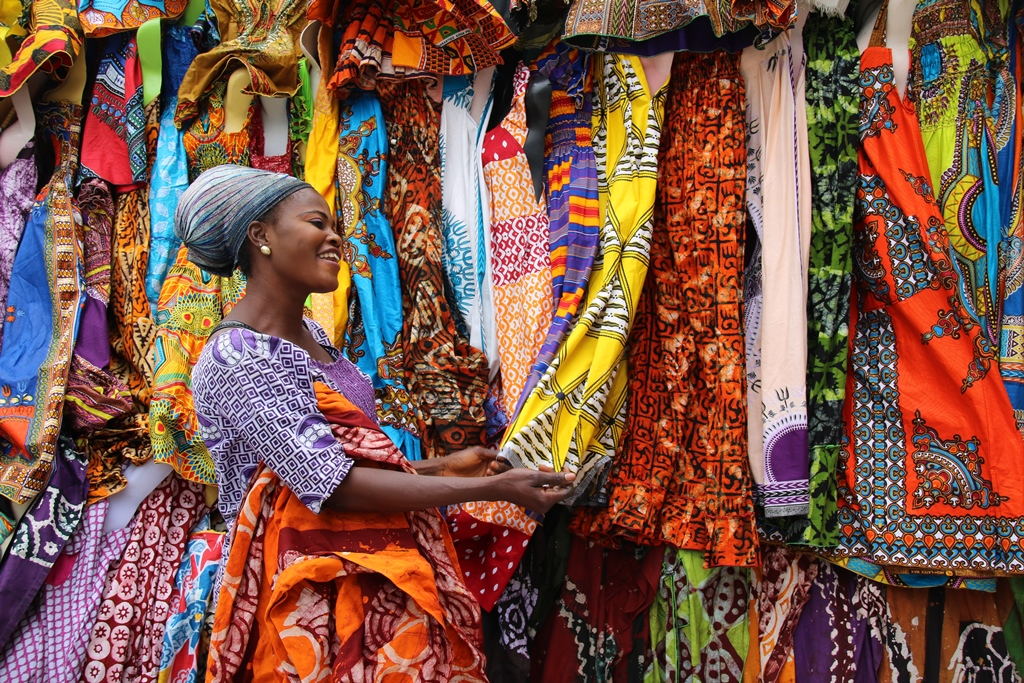
Afrikaanse wax prints

Afrikaanse wasdruk (ook gekend als Ankara, African wax print of Dutch wax print) is een kleurrijk bedrukte katoenen stof die industrieel vervaardigd is. De stof is alomtegenwoordig voor kleding in West-Afrika en Centraal-Afrika, en overal ter wereld bij mensen van Afrikaanse afkomst.

## Oorsprong
De stof werd echter geïntroduceerd buiten Afrika. Het proces van de wasdruk is beïnvloed door batik, een Indonesische druktechniek. Hierbij wordt gesmolten was aangebracht op een doek volgens een bepaald patroon, waarna de stof in verf wordt gedrenkt.
Rond 1850 werden, tijdens de kolonisatie van Indonesië, in Nederland drukprocessen ontwikkeld die de batiktechniek nabootsen. Deze industrieel vervaardigde, en dus goedkopere, imitaties zorgden echter voor barstjes in de was, waardoor het resultaat niet geapprecieerd wordt door de Indonesische bevolking. De fabrikanten merken echter dat de wasdrukken wel in de smaak vielen aan de West-Afrikaanse kust. De imperfecties worden daar net gewaardeerd omdat ze elk stuk uniek maken.

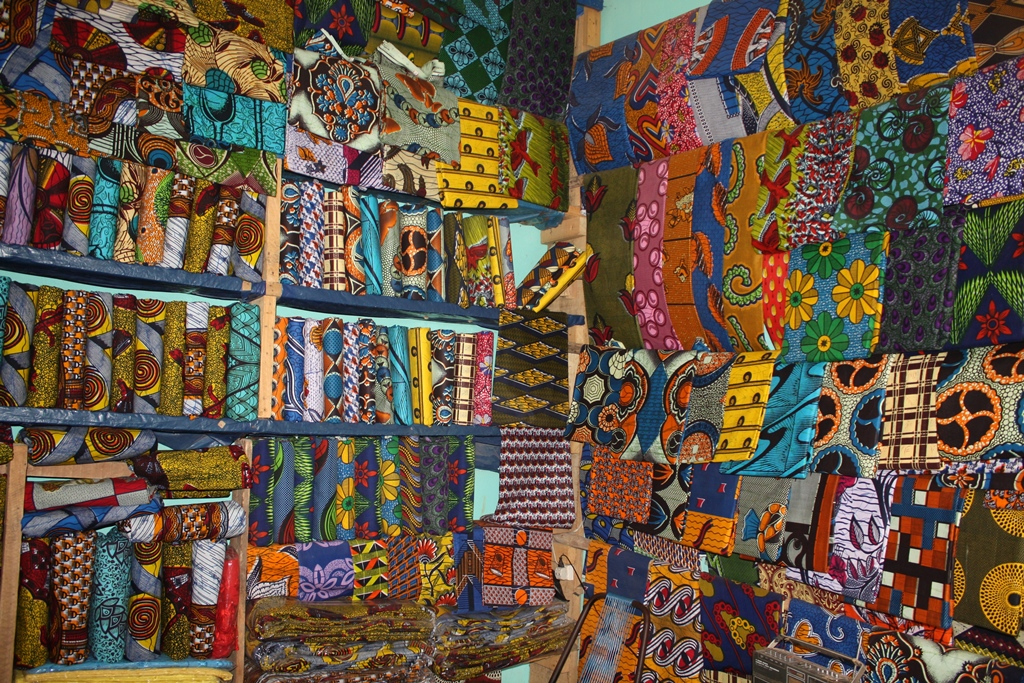
Waxprints in een West-Afrikaanse winkel

## Fabrikanten
In het begin van de 20e eeuw worden de wasdrukken niet alleen in Nederland, maar in verschillende Europese fabrieken vervaardigd. Ook op Afrikaanse bodem is er dan een omvangrijke productie.
Vlisco, opgestart in 1846 als Van Vlissingen, is de laatste nog actieve fabrikant in Europa. Sinds 2005 namen vooral Chinese goedkope stoffen de overhand.

## Gebruik
De kleurrijke kledingstof groeide in Afrika uit tot een vorm van non-verbale communicatie tussen vrouwen, door het gebruik van een uitgebreid kleurenpalet en variaties aan patronen. Sommige prints zijn vernoemd naar steden, gezegdes, of persoonlijkheden.
Wasdrukken van hoge kwaliteit, afhankelijk van het fabricageproces, zijn tevens kapitaalgoederen voor vrouwen in Afrika.
De producent, de naam van het product en het registratienummer van het ontwerp worden steeds aan de rand van de stof op de zelfkant gedrukt, waardoor het ontwerp wordt beschermd en de kwaliteit van de stof wordt gegarandeerd.